# Europees kampioenschap korfbal 2014
Het Europees kampioenschap korfbal 2014 (IKF EKC 2014) vond plaats van 24 oktober tot en met 2 november 2014 in Portugal. Het was de vijfde editie van het door de IKF georganiseerde Europees kampioenschap korfbal en het was de tweede keer dat het toernooi plaatsvond in Portugal. Alle wedstrijden van het toernooi werden in Maia gespeeld, een plekje in district Porto, Portugal.

## Gekwalificeerde landen
- Portugal (gastland)
- Nederland (titelverdediger)
- Polen
- Hongarije
- Rusland
- België
- Tsjechië
- Engeland
- Duitsland
- Turkije
- Slowakije
- Servië
- Schotland
- Wales
- Ierland
- Catalonië

## Groepsfase
- De nummers 1, 2 en 3 van groepen A en B en de nummers 1 van groepen C en D gaan naar de kwartfinales om plek 1 t/m 8.
- De nummers 4 van groepen A en B en de nummers 2, 3 en 4 van groepen C en D gaan naar de kwartfinales om plek 9 t/m 16.

### Groep A - Eindstand
| Land      | Wed | Win | WnV | VnV | Ver | DV  | DT | +/− | Pnt |
| --------- | --- | --- | --- | --- | --- | --- | -- | --- | --- |
| Nederland | 3   | 3   | 0   | 0   | 0   | 117 | 42 | +75 | 9   |
| Engeland  | 3   | 2   | 0   | 0   | 1   | 52  | 72 | −20 | 6   |
| Rusland   | 3   | 0   | 1   | 0   | 2   | 50  | 76 | −26 | 2   |
| Duitsland | 3   | 0   | 0   | 1   | 2   | 44  | 73 | −29 | 1   |

| Datum      | Lokale tijd | Land      | Score   | Land      |
| ---------- | ----------- | --------- | ------- | --------- |
| 25 oktober | 13:00u      | Nederland | 38 – 14 | Duitsland |
| 25 oktober | 17:00u      | Engeland  | 21 – 18 | Rusland   |
| 26 oktober | 16:00u      | Nederland | 41 – 17 | Rusland   |
| 26 oktober | 18:00u      | Engeland  | 20 – 16 | Duitsland |
| 28 oktober | 16:00u      | Duitsland | 14 – 15 | Rusland   |
| 28 oktober | 18:00u      | Nederland | 38 – 11 | Engeland  |

### Groep B - Eindstand
| Land      | Wed | Win | WnV | VnV | Ver | DV | DT | +/− | Pnt |
| --------- | --- | --- | --- | --- | --- | -- | -- | --- | --- |
| België    | 3   | 3   | 0   | 0   | 0   | 72 | 42 | +30 | 9   |
| Portugal  | 3   | 2   | 0   | 0   | 1   | 64 | 55 | +9  | 6   |
| Tsjechië  | 3   | 1   | 0   | 0   | 2   | 54 | 73 | −19 | 3   |
| Catalonië | 3   | 0   | 0   | 0   | 3   | 43 | 62 | −19 | 0   |

| Datum      | Lokale tijd | Land      | Score   | Land      |
| ---------- | ----------- | --------- | ------- | --------- |
| 25 oktober | 15:00u      | België    | 18 – 7  | Catalonië |
| 25 oktober | 20:00u      | Portugal  | 23 – 15 | Tsjechië  |
| 26 oktober | 14:00u      | België    | 30 – 17 | Tsjechië  |
| 26 oktober | 20:00u      | Portugal  | 23 – 16 | Catalonië |
| 28 oktober | 14:00u      | Catalonië | 20 – 21 | Tsjechië  |
| 28 oktober | 20:00u      | België    | 24 – 18 | Portugal  |

### Groep C - Eindstand
| Land    | Wed | Win | WnV | VnV | Ver | DV | DT | +/− | Pnt |
| ------- | --- | --- | --- | --- | --- | -- | -- | --- | --- |
| Polen   | 3   | 3   | 0   | 0   | 0   | 56 | 34 | +22 | 9   |
| Wales   | 3   | 1   | 0   | 1   | 0   | 44 | 47 | −3  | 4   |
| Turkije | 3   | 1   | 0   | 0   | 2   | 44 | 51 | −7  | 3   |
| Servië  | 3   | 0   | 1   | 0   | 1   | 42 | 54 | −12 | 2   |

| Datum      | Lokale tijd | Land    | Score   | Land    |
| ---------- | ----------- | ------- | ------- | ------- |
| 25 oktober | 11:00u      | Polen   | 23 – 13 | Turkije |
| 25 oktober | 17:00u      | Wales   | 18 – 19 | Servië  |
| 26 oktober | 16:00u      | Wales   | 14 – 12 | Turkije |
| 26 oktober | 18:00u      | Polen   | 17 – 9  | Servië  |
| 28 oktober | 14:00u      | Polen   | 16 – 12 | Wales   |
| 28 oktober | 18:00u      | Turkije | 19 – 14 | Servië  |

### Groep D - Eindstand
| Land      | Wed | Win | WnV | VnV | Ver | DV | DT | +/− | Pnt |
| --------- | --- | --- | --- | --- | --- | -- | -- | --- | --- |
| Hongarije | 3   | 3   | 0   | 0   | 0   | 64 | 42 | +22 | 9   |
| Schotland | 3   | 2   | 0   | 0   | 1   | 53 | 46 | +7  | 6   |
| Ierland   | 3   | 0   | 1   | 0   | 2   | 40 | 53 | −13 | 2   |
| Slowakije | 3   | 0   | 0   | 1   | 2   | 34 | 50 | −16 | 1   |

| Datum      | Lokale tijd | Land      | Score   | Land      |
| ---------- | ----------- | --------- | ------- | --------- |
| 25 oktober | 13:00u      | Hongarije | 19 – 14 | Ierland   |
| 25 oktober | 15:00u      | Slowakije | 10 – 15 | Schotland |
| 26 oktober | 14:00u      | Slowakije | 14 – 15 | Ierland   |
| 26 oktober | 20:00u      | Hongarije | 25 – 18 | Schotland |
| 28 oktober | 16:00u      | Hongarije | 20 – 10 | Slowakije |
| 28 oktober | 20:00u      | Ierland   | 11 – 20 | Schotland |

## Knock-outfase

### Kwartfinales voor plaats 9 t/m 16
| Datum      | Lokale tijd | Land      | Score   | Land      |
| ---------- | ----------- | --------- | ------- | --------- |
| 29 oktober | 14:00u      | Duitsland | 26 – 9  | Slowakije |
| 29 oktober | 16:00u      | Catalonië | 26 – 8  | Servië    |
| 29 oktober | 18:00u      | Wales     | 11 – 13 | Ierland   |
| 29 oktober | 20:00u      | Schotland | 15 – 13 | Turkije   |

### Kwartfinales voor plaats 1 t/m 8
| Datum      | Lokale tijd | Land      | Score   | Land      |
| ---------- | ----------- | --------- | ------- | --------- |
| 29 oktober | 14:00u      | Nederland | 45 – 12 | Hongarije |
| 29 oktober | 16:00u      | België    | 40 – 11 | Polen     |
| 29 oktober | 18:00u      | Engeland  | 20 – 19 | Tsjechië  |
| 29 oktober | 20:00u      | Rusland   | 23 – 27 | Portugal  |

### Halve finales voor plaats 13 t/m 16
| Datum      | Lokale tijd | Land      | Score   | Land    |
| ---------- | ----------- | --------- | ------- | ------- |
| 30 oktober | 18:00u      | Slowakije | 18 – 16 | Turkije |
| 30 oktober | 20:00u      | Servië    | 18 – 15 | Wales   |

### Halve finales voor plaats 9 t/m 12
| Datum      | Lokale tijd | Land      | Score   | Land      |
| ---------- | ----------- | --------- | ------- | --------- |
| 30 oktober | 14:00u      | Duitsland | 30 – 2  | Schotland |
| 30 oktober | 16:00u      | Catalonië | 29 – 10 | Ierland   |

### Halve finales voor plaats 5 t/m 8
| Datum      | Lokale tijd | Land      | Score   | Land     |
| ---------- | ----------- | --------- | ------- | -------- |
| 31 oktober | 18:00u      | Hongarije | 14 – 27 | Rusland  |
| 31 oktober | 20:00u      | Polen     | 7 – 18  | Tsjechië |

### Halve finales voor plaats 1 t/m 4
| Datum      | Lokale tijd | Land      | Score   | Land     |
| ---------- | ----------- | --------- | ------- | -------- |
| 31 oktober | 14:00u      | Nederland | 41 – 11 | Portugal |
| 31 oktober | 16:00u      | België    | 26 – 11 | Engeland |

## Finales
| Datum      | Lokale tijd | Land      | Score   | Land      | Voor plek |
| ---------- | ----------- | --------- | ------- | --------- | --------- |
| 1 november | 14:00u      | Turkije   | 14 – 11 | Wales     | 15 + 16   |
| 1 november | 16:00u      | Slowakije | 11 – 15 | Servië    | 13 + 14   |
| 1 november | 18:00u      | Schotland | 18 – 14 | Ierland   | 11 + 12   |
| 1 november | 20:00u      | Duitsland | 17 – 18 | Catalonië | 09 + 10   |
| 2 november | 11:00u      | Hongarije | 16 – 10 | Polen     | 07 + 08   |
| 2 november | 13:00u      | Rusland   | 18 – 26 | Tsjechië  | 05 + 06   |
| 2 november | 15:00u      | Portugal  | 22 – 14 | Engeland  | 03 + 04   |
| 2 november | 17:00u      | Nederland | 32 – 20 | België    | 01 + 02   |

## Eindstand van het toernooi
| Plaats op ranglijst | Team      |
| ------------------- | --------- |
| Goud                | Nederland |
| Zilver              | België    |
| Brons               | Portugal  |
| 4                   | Engeland  |
| 5                   | Tsjechië  |
| 6                   | Rusland   |
| 7                   | Hongarije |
| 8                   | Polen     |
| 9                   | Catalonië |
| 10                  | Duitsland |
| 11                  | Schotland |
| 12                  | Ierland   |
| 13                  | Servië    |
| 14                  | Slowakije |
| 15                  | Turkije   |
| 16                  | Wales     |

| Europees Kampioen Korfbal 2014 |
| ------------------------------ |
| Nederland Vijfde titel         |